# Communauté de communes de Petite-Terre
La Communauté de Communes de Petite-Terre (CCPT) est une communauté de communes française, située dans le département et région d'outre-mer de Mayotte, qui a été créée le 31 décembre 2014.

## Historique
Première intercommunalité à Mayotte, elle est créée le 31 décembre 2014 et regroupe deux communes : Dzaoudzi-Labattoir et Pamandzi.

## Territoire communautaire

### Géographie
Elle est située sur l'île de Petite-Terre, à l'est de Mayotte.

### Composition
La communauté de communes est composée des deux communes suivantes :

| Nom              | Code Insee | Gentilé     | Superficie (km2) | Population (dernière pop. légale) | Densité (hab./km2) |
| ---------------- | ---------- | ----------- | ---------------- | --------------------------------- | ------------------ |
| Pamandzi (siège) | 97615      | Pamandziens | 4,24             | 11 442 (2017)                     | 2 699              |
| Dzaoudzi         | 97608      | Dzaoudziens | 7,87             | 17 831 (2017)                     | 2 266              |

## Administration

### Siège
Le siège de la communauté de communes est situé à Pamandzi, rue PPF.

### Les élus
La communauté de communes est administrée par le conseil communautaire qui est composé de 30 conseillers.
Ils se répartissent comme suit :
| Nombre de conseillers | Communes           |
| --------------------- | ------------------ |
| 15                    | Dzaoudzi, Pamandzi |

### Présidence
| Période       | Période       | Identité           | Étiquette | Qualité                       |
| ------------- | ------------- | ------------------ | --------- | ----------------------------- |
| 2015          | mars 2017     | Mahafourou Saïdali |           | Maire de Pamandzi (2014-2017) |
| mars 2017     | novembre 2023 | Saïd Omar Oili     | NEMA      |                               |
| Novembre 2023 | En cours      | Abassi Archadi     |           |                               |

### Compétences
Les compétences mises en commun ont été définies dans l'arrêté de création et les statuts annexés (article 4 de l'arrêté ; article 3 des statuts).

### Régime fiscal et budget
Le régime fiscal de la communauté de communes est la fiscalité professionnelle unique (FPU).